# 游河
游河古称“油水”，是淮河上游右岸的一条支流，流经湖北省随县和河南省信阳市浉河区，全长62公里，流域面积670平方公里。其中湖北境内长37公里，流域面积311.4平方公里。
游河发源于湖北省随县北部桃花山南麓，东南流入游河水库，出水库大坝继续东南流，右汇二道河后折向东北，至陈家老湾进入河南省信阳市浉河区，游河在浉河区吴家营村东又折向东南，至游河乡以东汇入淮河。